# Câmpina
Câmpina är en stad (municipiu) i länet Prahova i det historiska landskapet Valakiet i sydöstra Rumänien. Staden ligger vid riksväg 1, som här utgör en del av Europaväg 60, vid sidan av floden Prahova, nordväst om länets residensstad Ploiești.

## Religion
Under oljeboomen kom flera katoliker hit med sina familjer. 1906 byggdes den katolska kyrkan

## Sport
Här finns fotbollsklubbarna FC Unirea Câmpina och FCM Câmpina.

### Fotnoter
1. ↑  Sf. Anton de Padova på biserici.org (rumänska)